# Praia Vermelha

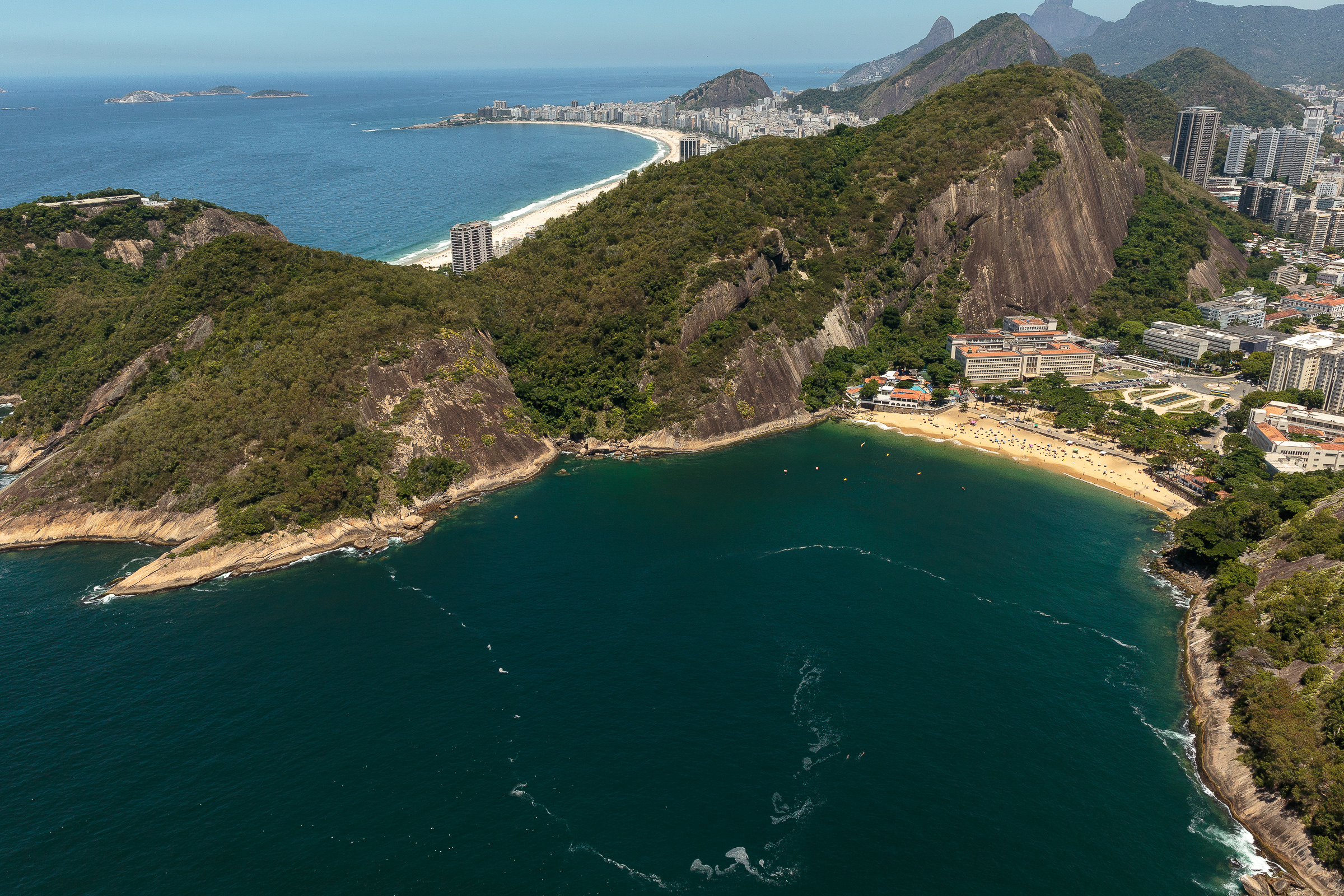
Blick vom Zuckerhut auf Urca und die Praia Vermelha im Vordergrund

Die Praia Vermelha (deutsch „roter Strand“) ist ein kleiner Strand in Rio de Janeiro, der im Stadtteil Urca zwischen dem Morro da Urca und dem Morro da Babilônia gelegen ist. Keineswegs ist er, wie der Name es vermuten lässt, rot. Eine Sehenswürdigkeit ist seine Aussicht auf den Pão de Açúcar (deutsch „Zuckerhut“).
Der kleine, knapp 250 Meter lange Strand ist bei Touristen relativ unbekannt, da gleich hinter dem Morro da Babilônia die viel populäreren Strände von Leme und Copacabana liegen. Die Praia Vermelha ist einer der sichersten Strände von Rio de Janeiro, da der Platz wegen eines Militärstützpunktes sehr streng bewacht wird, wodurch möglicher Diebstahl abgeschreckt wird. 
Von der Praça General Tibúrcio kann man mit der Seilbahn auf den Zuckerhut zunächst auf den Morro da Urca und von da aus mit einer weiteren Sektion auf den Zuckerhut (Pão de Açúcar) fahren.
Koordinaten: 22° 57′ 19″ S, 43° 9′ 53″ W